# Aleksandr Volkov (pallavolista)
Aleksandr Aleksandrovič Volkov (in russo Александр Александрович Волков?; Mosca, 14 febbraio 1985) è un pallavolista russo, centrale dello Zenit-Kazan.

## Palmarès

### Club
- Campionato russo: 3

2005-06, 2007-08, 2011-12
- Coppa di Russia: 2

2006, 2008
- Coppa Italia: 1

2010-11
- Supercoppa russa: 4

2008, 2009, 2011, 2020
- Supercoppa italiana: 1

2010
- Champions League: 1

2011-12

### Nazionale (competizioni minori)
- Campionato mondiale under 21 2005
- Memorial Hubert Wagner 2011

### Premi individuali
- 2007 - Champions League: Miglior Muro
- 2010 - Supercoppa italiana: MVP
- 2011 - Memorial Hubert Wagner: Miglior servizio
- 2014 - Champions League: Fair Play Award